# مايكل آرلن
مايكل آرلن (بالإنجليزية: Michael Arlen وإن كان اسمه الأصلي هو Dikran Kouyoumdjian) (ولد 1895 - توفي 1956) هو كاتب إنجليزي من أصل أرمني، لديه عدد من الأعمال الروائية فضلا ً عن القصص القصيرة كما عمل في كتابة المسرحيات والسيناريوهات.
عُرِف عن آرلن أعماله التي حاول فيها تصوير المجتمع البريطاني الراقي في فترة ما بعد الحرب العالمية الأولى. وقد أكسبته أعماله تلك شهرة ً واسعة ً في عشرينات القرن العشرين في كل ٍ من بريطانيا والولايات المتحدة الأمريكية وذلك أثناء حياته في إنجلترة. إلا ّ أنه في آخر حياته كرس وقته للكتابة في مجال السياسة.
من أبرز أعمال آرلن «القبعة الخضراء» (The Green Hat) عام 1924 وهو العمل الذي أكسبه شهرةً وثراء ًسريعاً. آخر كتب مايكل آرلن كان كتابه «الهولندي الطائر» (Flying Dutchman) عام 1939 والذي وجه خلاله هجوما ً قاسيا ً على ألمانيا ومواقفها أثناء الحرب العالمية الثانية.

## روابط خارجية
- مايكل آرلن على موقع IMDb (الإنجليزية)
- مايكل آرلن على موقع الموسوعة البريطانية (الإنجليزية)
- مايكل آرلن على موقع قاعدة بيانات برودواي على الإنترنت (الإنجليزية)
- مايكل آرلن على موقع قاعدة بيانات الفيلم (الإنجليزية)